# Turzyca punktowana
Turzyca punktowana (Carex punctata Gaudin) – gatunek byliny z rodziny ciborowatych. 

## Rozmieszczenie geograficzne
Występuje w zachodniej i środkowej Europie, w Turcji i północno-zachodniej Afryce. W Polsce jest gatunkiem rzadkim; rośnie tylko na Wybrzeżu Słowińskim.

## Morfologia

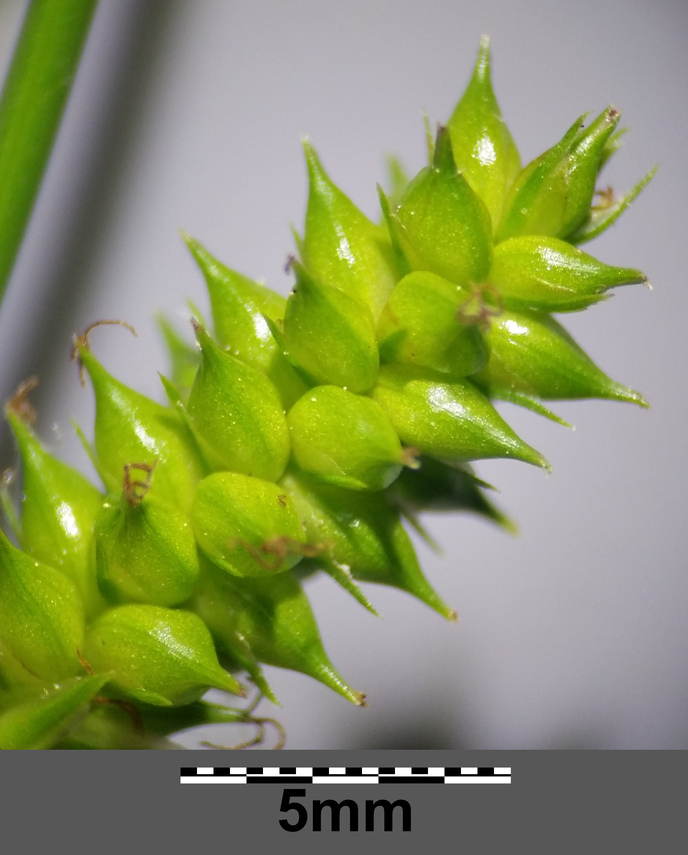
Kłos z owocami

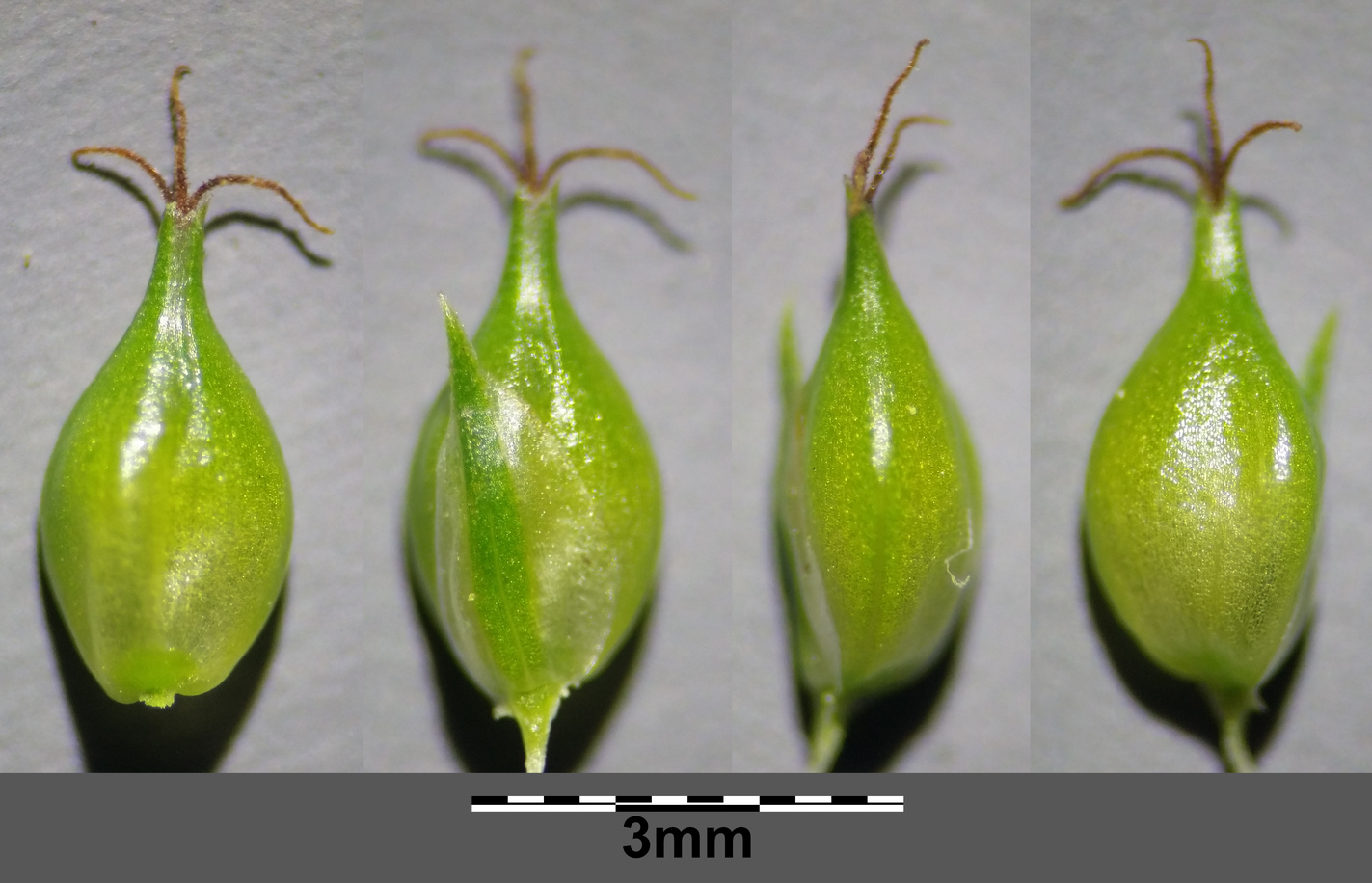
Owoc z przysadką

PokrójRoślina kępkowa.
ŁodygaGładka, ulistniona, o wysokości 15–50 cm.
LiścieDolne pochwy liściowe ciemnobrunatne, górne - z półkolistym wyrostkiem naprzeciw blaszki. Liście tęgie, o szerokości 6 mm.
KwiatyZebrane w kłosy. Kłos szczytowy męski, pojedynczy. Trzy kłosy żeńskie pod kłosem męskim, wzniesione, oddalone od siebie, kształtu krótkowałeczkowatego, długości 1–2 cm. Podsadki z pochwami. Przysadki krótsze od pęcherzyków, białawe, z zielonym nerwem środkowym i z szydlastym wyrostkiem. Słupki o trzech znamionach.
OwoceOrzeszki, zwane pęcherzykami, ok. 3 mm długości, zielone, gładkie, punktowane, bez wyraźnych nerwów, z krótkim dzióbkiem o gładkich krawędziach.

## Biologia i ekologia
- Bylina, hemikryptofit. Rośnie na torfowiskach. Kwitnie w maju.

## Zmienność
Gatunek zróżnicowany na dwie odmiany:
- Carex punctata var. laevicaulis (Hochst. ex Seub.) Boott - występuje na wyspach Makaronezji
- Carex punctata var. punctata - występuje w pozostałej części zasięgu gatunku

## Zagrożenia i ochrona
Gatunek umieszczony na Czerwonej liście roślin i grzybów Polski (2006) w kategorii zagrożenia V (narażony). W wydaniu z 2016 roku otrzymał kategorię RE (wymarły na obszarze Polski).